# Penn Nouth

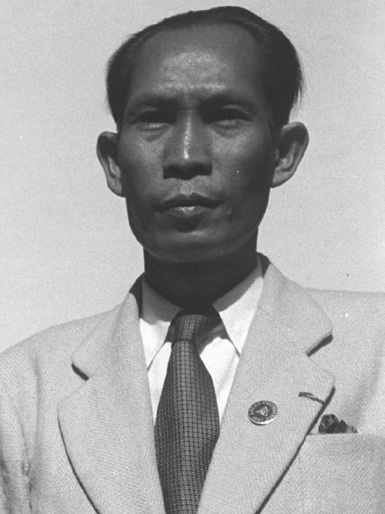
Penn Nouth in 1947

Samdech Penn Nouth (Phnom Penh, 1 april 1906 - Châtenay-Malabry (Frankrijk), 18 mei 1985) was een Cambodjaans politicus die tussen 1948 en 1976 tot zevenmaal toe het premierschap van Cambodja uitoefende.

## Biografie
Penn Nouth was afkomstig uit een familie van hoge ambtenaren. Hij volgde een opleiding tot staatsambtenaar en werkte voor het Franse ministerie van Koloniën (1938). In 1940 keerde hij naar Cambodja terug en werd assistent van de minister van Paleiszaken. Hij diende als minister van Financiën (1945 a.i., 1954), gouverneur van Phnom Penh (1946-1948) en premier van Cambodja (1948-1949, 1953, 1954-1955, 1958, 1961, 1968-1969). Daarnaast was hij minister van Binnenlandse Zaken (1948-1949, 1961-1962), minister van Informatie (1948-1949), minister van Defensie (1950), van Buitenlandse Zaken (1958) en ambassadeur in Parijs (1958-1960). 
Na de staatsgreep van maart 1970 waarbij er een einde werd gemaakt aan de monarchie, bleef Penn Nouth oud-koning Norodom Sihanouk trouw en volgde hem in diens ballingschap. Hij stond evenwel gereserveerd over de intensieve contacten die Sihanouk onderhield met de Rode Khmer. Van 17 april 1975 tot 4 april 1976 was hij premier van de GRUNK, de tegenregering van Sihanouk.
Samdech Penn Nouth overleed op 18 mei 1985 in Châtenay-Malabry bij Parijs.
Prins Norodom Sihanouk verleende Penn Nouth in januari 1956 de titel Samdech dat kan worden vertaald met "heer" of "prins."